# Braya longii
Braya longii (лат.) — редкое травянистое растение, вид рода Braya семейства Капустные (Brassicaceae), эндемик острова Ньюфаундленд (Канада).

## Распространение и местообитание
Произрастает в прохладном, влажном и ветреном климате прибрежных известняковых отложений северного Ньюфаундленда. Требует богатой кальцием почвы и растёт на известняковой почве. Встречается только в пяти популяциях на расстоянии 6 км друг от друга и в одной изолированной популяции в 14 км к югу в экорегионе пролива Белл-Айл на крайнем северо-западном участке Большого Северного полуострова.

## Ботаническое описание
Braya longii — небольшое многолетнее травянистое растение высотой 1-10 см с мясистыми базальными листьями от серовато-зелёного до синеватого цвета. Глубокий стержневой корень служит для закрепления растения и доступа к влаге и зимой отмирает. Цветки растут на стеблях, как правило, с единственным листом. Цветок имеет четыре высокие и две короткие тычинки. Белые цветки с четырьмя лепестками и четырьмя овальными чашелистиками с зеленоватым или пурпурным оттенком собраны в кисть. Листья 1-4 см длиной и 1-3 мм шириной линейно-лопаточные с заострёнными концами.

## Охранный статус
Вид был включен в список исчезающих видов в соответствии с Законом Канады о видах, подверженных риску в 1997 году, и Законом Ньюфаундленда и Лабрадора, находящимся под угрозой исчезновения в 2002 году. Главная угроза растению — потеря среды обитания из-за обширных разработок известняка, дорожного строительства и человеческой жизнеятельности. Использование внедорожников также угрожает среде обитания вида, равно как и изменение климата. Выживанию и размножению угрожают инвазивные травоядные насекомые, капустная моль и три микробных патогена.